# Спортивный турнир
Спорти́вный турни́р — спортивное соревнование, по игровым видам спорта (спортивным играм), с большим числом участников (игроков — индивидуальный турнир или команд — командный турнир).
Турниры могут проводиться как короткие мероприятия в определённом месте, или как долговременная система матчей, продолжающаяся в течение длительного времени (сезон) и проводящаяся с разъездами игроков или команд.

## Системы организации
Система организации турнира и его итогов как то: определения победителя, жеребьёвки пар для каждого матча и квалификации в следующих турах регламентируются для каждого турнира правилами соревнований.
Круговая система — самая популярная для соревнований, проводимых длительное время, в течение сезона, который может длиться целый год и даже больше. При круговой системе каждая команда или игрок встречается с каждой другой, по крайней мере, раз (однокруговая система), часто дважды (двухкруговая система), обычно на своём и чужом поле (в футболе, хоккее и так далее), или играя белыми и чёрными (в шахматах и шашках).
При большом числе участников соревнования и ограниченном времени на проведение турниров используется олимпийская система, иначе называемая системой с выбыванием или плей-офф. По такой системе всегда проводятся соревнования в любительском боксе, почти всегда в теннисе и так далее.
Часто применяются смешанные системы, когда сначала организуются квалификационные группы, соревнования в которых проходят по круговой системе, а определение победителя турнира проводится по системе с выбыванием.
У системы с выбыванием есть модификация, турнирная система с выбыванием после двух поражений, в которой проигравшая команда не выбывает, а выпадает из верхней сетки в нижнюю. Кроме того, в системе с выбыванием иногда проводят утешительные поединки, особенно матчи за третье место, помогающие определить, кому вручать бронзовые медали.
Швейцарская система используется в том случае, когда число участников слишком велико для проведения кругового соревнования, но есть возможность провести больше туров, чем в системе с выбыванием. При швейцарской системе все участники турнира играют одинаковое количество туров, но в каждом туре встречаются игроки или команды, которые набрали одинаковое (или, по крайней мере, близкое) количество очков.
Система Мак-Магона похожа на швейцарскую, но с той разницей, что каждому игроку уже до начала турнира присваивается определённое количество очков. Такая система используется в тех случаях, когда в турнире принимают участие игроки весьма разной силы. Она позволяет сводить между собой игроков примерно одинакового уровня. Игрок, который выступает успешно, при такой системе поднимается автоматически в следующую по силе группу после выигрыша, получая возможность сыграть с более сильным противником.